# Grigorij Fedorovič Kvitka
Grigorij Fedorovič Kvitka, anche noto con lo pseudonimo di Gryc'ko Osnov'janenko (in russo Григорий Фёдорович Квитка?; in ucraino Григорій Федорович Квітка-Основ'яненко?, Hryhorij Fedorovyč Kvitka-Osnov"janenko; Osnovo, 18 novembre 1778 – Charkiv, 8 agosto 1843), è stato uno scrittore ucraino.

## Biografia

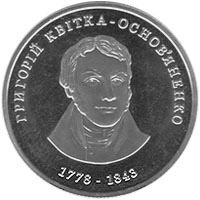
Moneta ucraina dedicata a Kvitka

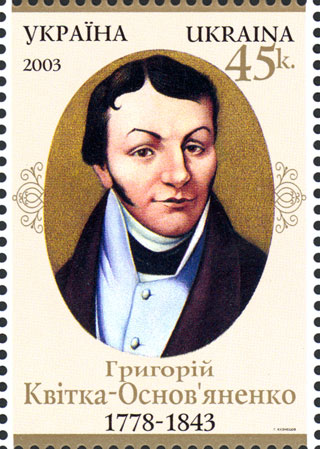
Francobollo ucraino dedicato a Kvitka, 2003

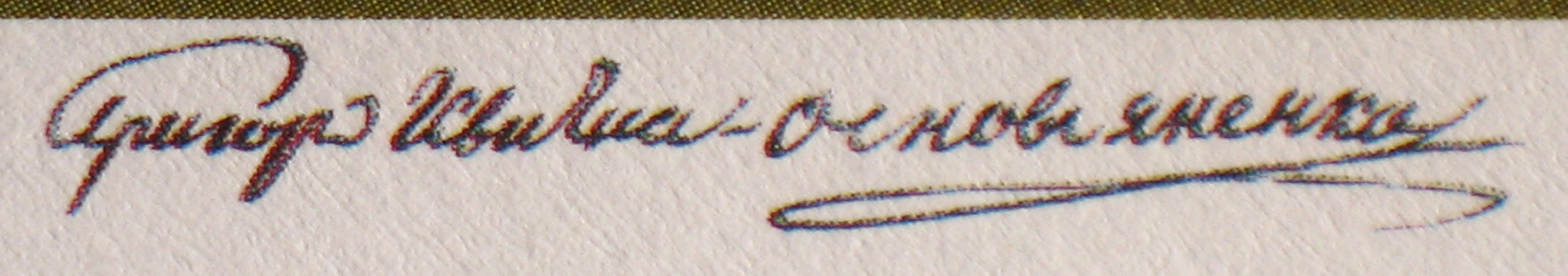
Autografo di Kvitka

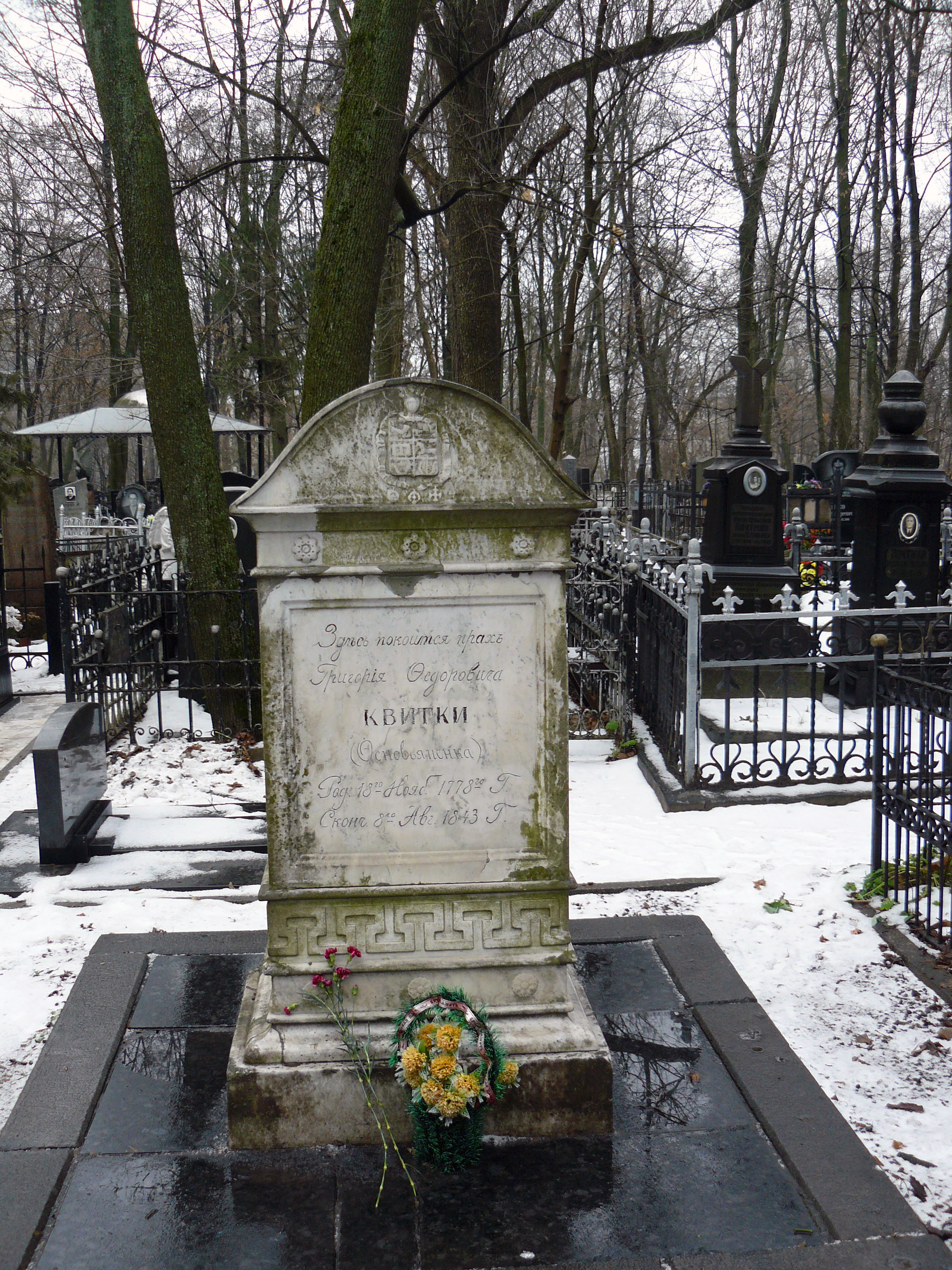
Tomba di Kvitka a Charkiv

Grigorij Fedorovič Kvitka nacque nel 1778 nel villaggio di Osnova, vicino alla città di Charkiv, in una famiglia di nobiltà ucraina.
Da piccolo ebbe problemi di salute e di vista che migliorò con le cure e con un pellegrinaggio religioso, evento che lo indusse, all'età di ventitré anni, di diventare un novizio nel monastero.
Prima e dopo questa esperienza spirituale, Kvitka fu membro del reggimento di cavalleria, raggiungendo i gradi di capitano.
Nel 1812 Kvitka ricevette la nomina di direttore di un nuovo teatro aperto a Charkiv, e questa resterà per tutta la sua vita una grande passione, difatti nel 1841, scrisse la sua Storia del teatro di Charkiv.
Kvitka è stato uno dei primi sostenitori dell'ucraino come lingua letteraria e ha iniziato a pubblicare nelle prime riviste letterarie ucraine stampate a Charkiv all'inizio del XIX secolo, ed è quindi considerato una figura fondatrice della letteratura ucraina.
Come la maggior parte dei suoi contemporanei presenti nell'ambito letterario ucraino, scrisse anche in russo. 
Kvitka strinse una profonda amicizia con Nikolaj Vasil'evič Gogol', ed è possibile che l'opera di Gogol' L'ispettore generale, sia stata ispirata dal dramma satirico di Kvitka L'arrivato dalla capitale (Priezžij iz stolicy 1840), che ha una trama e personaggi molto simili.
Le sue opere in lingua ucraina erano per lo più burlesche e di natura satirica, ma scriveva anche prosa più seria, come il romanzo sentimentale La realizzazione letteraria di Marusia Kvitka.
La fama gli arrivò con i Racconti piccoli-borghesi (Malorossijskie povesti, 1834-1837), che sono rimasti nel tempo un esempio di prosa ucraina.
In precedenza scrisse la sua prima commedia, intitolata Le elezioni della nobiltà (Dvorjanskie vybory, 1830), intrisa di carattere didattico e incentrata sulla descrizione della burocrazia concussionaria.
Come novelliere si allontanò dalle sue tendenze etnografiche-realistiche, scrivendo con elementi sentimentalistici e umoristici, in lingua russa il romanzo Il signor Chaljavskij (Pan Chaljavskij).
D'altra parte, molti eminenti studiosi ucraini, tra cui Ivan Franko, Mykola Zerov e Dmytro Čyževs'kyj, consideravano il suo lavoro come reazionario e conservatore e erano scettici sull'immagine sentimentale e pastorale che raffigurò nei suoi affreschi riguardanti l'Ucraina e gli ucraini.
Kvitka era molto religioso e aiutò anche a fondare l'Istituto di ragazze nobili nel 1812, così come una scuola militare e una biblioteca pubblica universitaria.
Kvitka, nel giugno del 1843, si ammalò di polmonite e in pochi giorni morì a Charkiv.

## Opere
- Le elezioni della nobiltà (Dvorjanskie vybory, 1830);
- Racconti piccoli-borghesi (Malorossijskie povesti, 1834-1837);
- L'arrivato dalla capitale (Priezžij iz stolicy 1840);
- Il signor Chaljavskij (Pan Chaljavskij).